# Slijpschijf

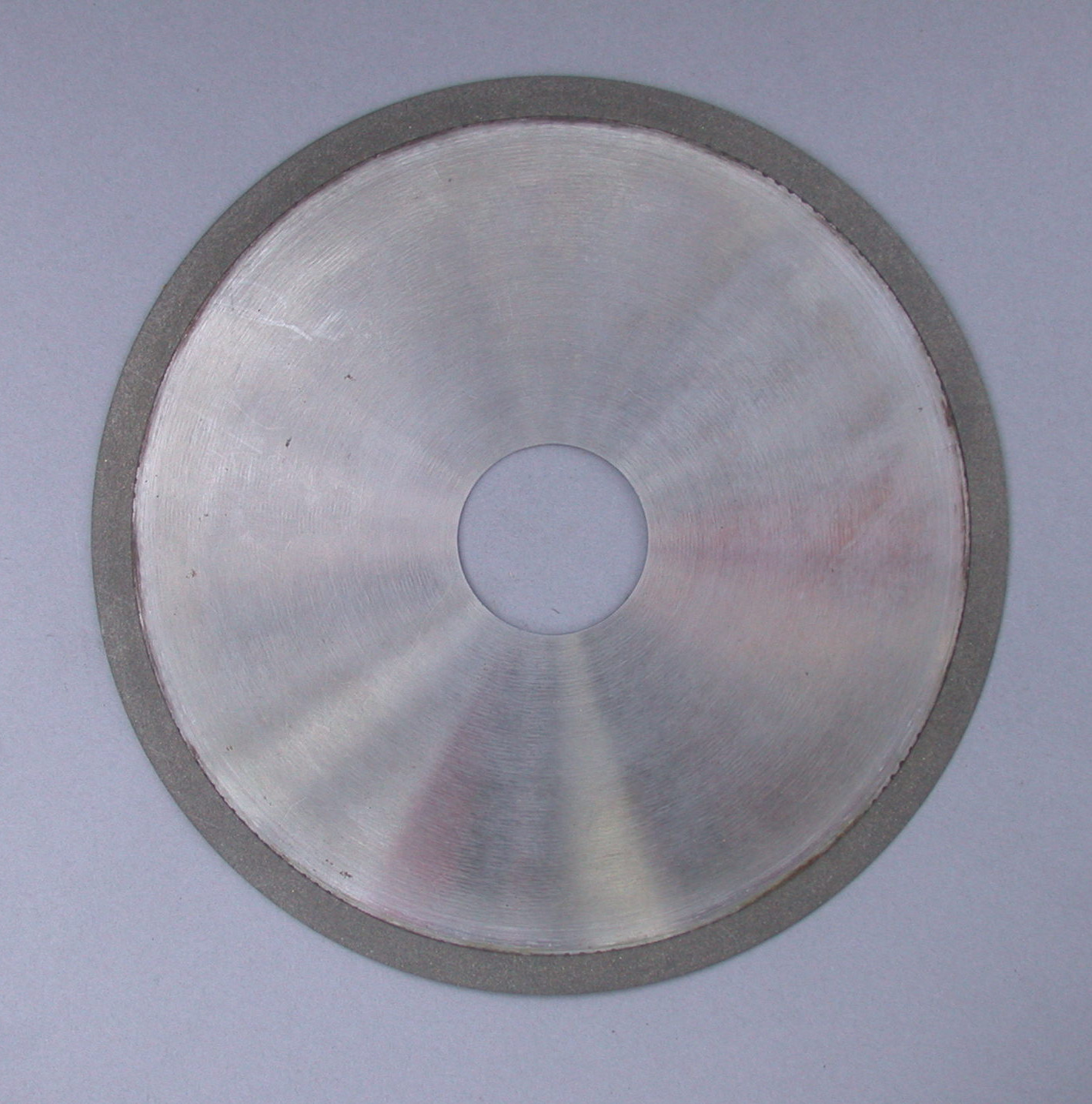
Een diamantsnijschijf

Een slijpschijf is het vervangbare deel van een haakse slijper, deze dient voor het slijpen of doorsnijden van metalen en steenachtige materialen.
De benaming 'slijpschijf' wordt ook vaak gebruikt om een snijschijf aan te duiden.

## Soorten
Snijschijven zijn verkrijgbaar als doorsnijschijf of afbraamschijf. Men onderscheidt doorsnijschijven die geschikt zijn voor het doorslijpen of doorsnijden van metaal of steen. Voor het afbramen van metaal zijn er de doorgaans dikkere afbraamschijven. Doorsnijschijven mogen niet als afbraamschijf worden gebruikt.
Steeds meer wordt gebruikgemaakt van zogenaamde diamantsnijschijven, deze zijn gemaakt van staal waarop aan de rand industriediamantkorrels zijn aangebracht. Ze kunnen uitgevoerd zijn met een gesloten, gegolfde of een gesegmenteerde rand.
De meest gangbare diameters zijn 115, 125 en 230 mm. De dikten zijn variabel. De dunste doorslijpschijven variëren van 0,8 tot 3,5 mm.
Bij het kiezen van een schijf is het belangrijk te controleren wat het maximaal aantal toegelaten toeren zijn; dit mag nooit lager zijn dan het toerental van de slijper.
Slijpschijven kunnen verouderen waardoor deze na verloop van tijd kunnen afbrokkelen en bij gebruik uiteenspatten. Hierom wordt er een uiterste gebruiksdatum op de schijven aangebracht.

## Bron
- Arbosupport: Doorslijp- en afbraamschijven (gearchiveerd)